# 岡崎城西高等学校

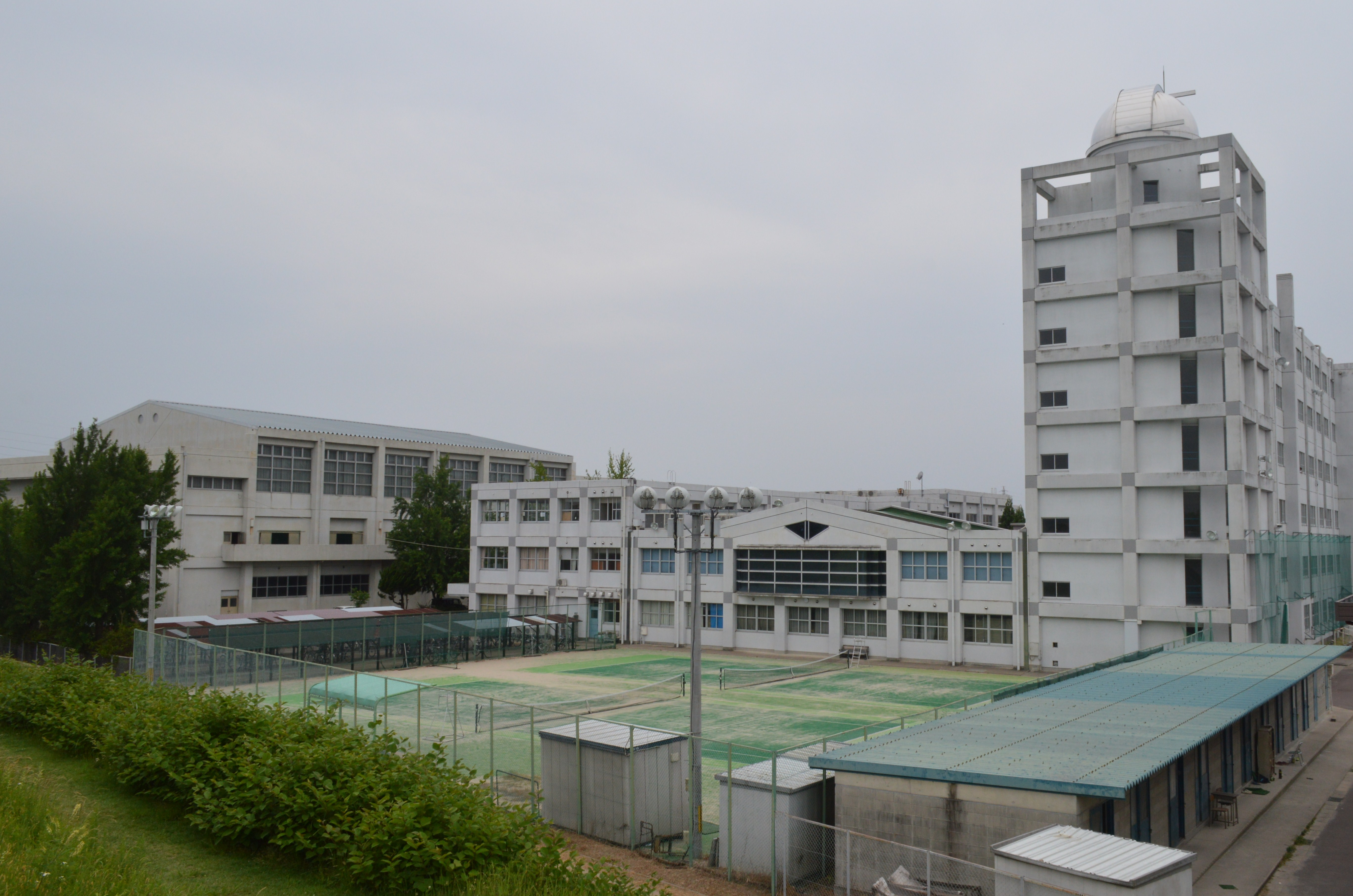
校舎

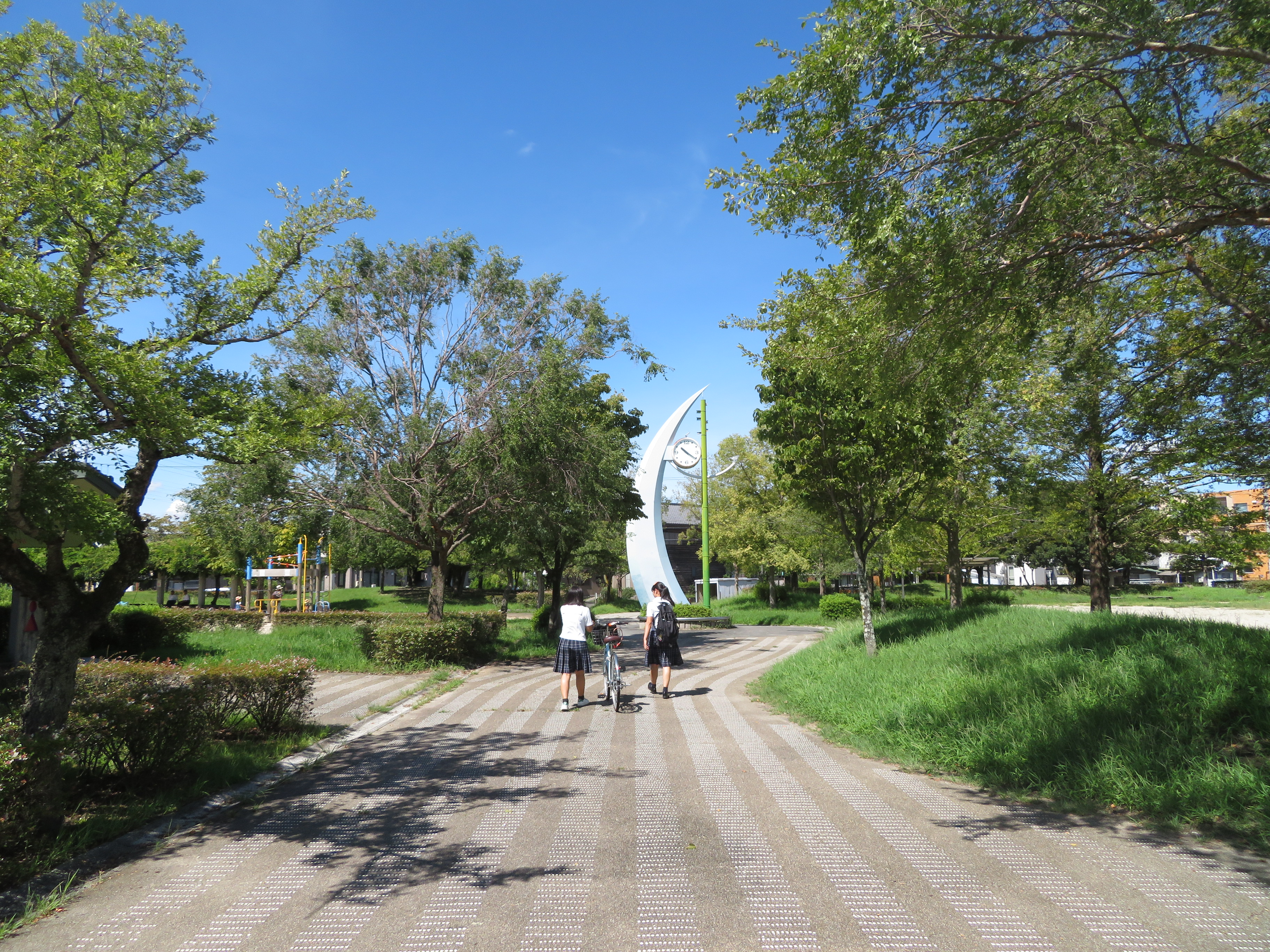
付近にある矢作公園（中園町）。野球のグラウンドがある。

岡崎城西高等学校（おかざきじょうせいこうとうがっこう、英語: Okazaki Johsei High School、略称：岡崎城西）は、愛知県岡崎市中園町川成にある私立高等学校。設置者は学校法人安城学園。
以前は男子校であったが、1999年（平成11年）度から男女共学となった。

## 沿革
- 1962年（昭和37年） - 安城学園女子短期大学附属高等学校の岡崎城西分校として岡崎市明大寺町の仮校舎にて開校。
- 1963年（昭和38年） - 現在の岡崎市中園町に新校舎を竣工、移転。
- 1964年（昭和39年） - 岡崎城西高等学校として認可、独立校となる。
- 1965年（昭和40年）2月 - 第1回卒業証書授与式が行われ卒業生は183名だった。
- 1970年（昭和45年）9月 - 校歌制定。
- 1977年（昭和52年） - 西棟完成。
- 1983年（昭和58年）9月 - 第2運動場 舳越町に完成。
- 1989年（平成元年） - 再開発が始まり、初代校舎が取り壊される。
- 1991年（平成3年）10月 - 第1次再開発工事竣工披露（1990年（平成2年）に北棟、1991年（平成3年）に中央管理棟・体育館完成）が行われた。
- 1997年（平成9年）4月 - 学校完全週5日制実施。
- 1999年（平成11年）4月 - 男女共学校に移行した。
- 2001年（平成13年）11月 - 第2次再開発工事竣工披露（新北棟・コミュニティ棟・プール完成）が行われた。
- 2002年（平成14年）10月 - グランドタータン竣工披露。
- 2011年（平成23年）9月 - 創立50周年記念モニュメント竣工披露が行われた（正門）。
- 2013年（平成25年） - タータンの張替えが行われた。
- 2018年（平成30年）7月 - 全普通教室にプロジェクタ設置。

## クラス編成
2006年（平成18年）度の新1年生より、国公立大学向けのクラス編成を大幅に変更した。クラス定員の削減、土曜演習の開始、長期休暇中の演習時間延長などが実施された。
Zコースには、学習とクラブ活動を両立する中で国公立大学や難関私立大学進学を目指すZIと、授業後や土曜日も演習を実施して学習中心で頑張るZIIの2種類がある。ZIIの場合、加入できる部活動（主に運動部）に一部制限が加えられる。

## 不祥事

### チアリーディング部事故訴訟
2018年（平成30年）7月、当時1年生だったチアリーディング部の女子部員は、2人の先輩に両足を握られて肩の高さまで持ち上げられた状態から前方宙返りをして飛び降りる大技の練習を体育館でした際、前方のマットに首から落ちた。その結果、脊髄損傷などで下半身不随となった。部の男性顧問は部活に姿を見せることは少なく、外部の女性コーチが技術指導をしていたが、事故時は2人とも不在だった。
事故後、城西高校を指導した日本チアリーディング協会（東京都新宿区）の担当者は「危険のある競技なので、安全を最優先に考えるよう指導者講習会などでも伝えている。本件のような練習は通常ではあり得ない」と述べた。また、名古屋大学の内田良准教授（教育社会学）も「顧問らが見ることが難しければ、危険性の低い練習にすべきだった。極めてずさんな管理のもとで起きた事故」と指摘した。チアリーディング部は事故後、廃部になった。
元女子部員は卒業直前の2021年（令和3年）2月15日、城西高校を運営する学校法人安城学園を相手取り、将来にわたる介護費など約1億8300万円の損害賠償を求めて名古屋地裁に提訴した。安城学園の担当者は取材に「事故の責任を痛感し、反省している。誠実に対応し、地裁の判定が出れば従う」と述べた。同年4月21日、第1回口頭弁論が開催。学校側は答弁書で、安全配慮義務違反を認める一方、「労働能力の喪失は80％程度とするのが相当」と反論した。
2022年（令和4年）9月12日、名古屋地裁で和解が成立。学校側が元女子部員に和解金約1億2800万円を支払うことが決まった。

## 交通アクセス
愛知学泉大学、愛知学泉短期大学に隣接しているため、同校とアクセス方法は同じ。
- 名鉄名古屋本線「矢作橋」駅下車、徒歩で約15分。
- 愛知環状鉄道「北岡崎」駅下車、徒歩で約15分。
- JR東海道本線「西岡崎」駅下車、自転車で約20分、徒歩で約50分。

※ この他、豊田市や岡崎市街とを結ぶスクールバスも運行されている。

## 著名な出身者
- 市川華菜（短距離走選手、ロンドンオリンピック日本代表）[5]
- 中村明彦（陸上競技選手、ロンドン・オリンピック日本代表、リオデジャネイロオリンピック日本代表）[6]
- 山本聖途（陸上競技選手、ロンドン・オリンピック日本代表、リオデジャネイロオリンピック日本代表）[7]
- 梶野智幸（サッカー選手）[8]
- 梶野智（サッカー選手）[9]
- 新里亮（サッカー選手）[10]
- 森勇人（サッカー選手）
- 森晃太（サッカー選手）
- 大森誠二（サッカー選手）
- 安藤智哉（サッカー選手）
- 菅野裕二（元サッカー選手）
- 杉浦敬宏（ラグビー選手）
- 増田遼太（ラグビーインフルエンサー）
- 打田しづか（バドミントン選手）
- 與猶くるみ（バドミントン選手）
- 河合竜児（元バスケットボール選手）[11]
- 橋本行弘（ハンドボール選手）
- 野本喜石（彫刻家）
- 山本康寛（声楽家）
- 櫻井孝宏（声優）
- 武田羅梨沙多胡（声優）
- 壁谷明音（モデル）
- 犬童美乃梨（グラビアアイドル）
- てつや（YouTuber、東海オンエア）
- しばゆー（YouTuber、東海オンエア）
- りょう（YouTuber、東海オンエア）
- としみつ（YouTuber、ミュージシャン、東海オンエア）
- ゆめまる（YouTuber、東海オンエア）
- 悠情（ヴァイオリニスト）
- 境宏樹（TikToker、科学者）